# John Favre
John Favre (* 13. Mai 1911 in La Chaux-de-Fonds; † 3. Mai 1983 in Bern) war ein Mitglied der Geschäftsleitung der Schweizerischen Bundesbahnen. Er war heimatberechtigt in Le Locle und gehörte der Sozialdemokratischen Partei an.

## Leben
Favre studierte Rechtswissenschaften an der Universität Neuenburg und nahm als Direktionssekrär den Dienst bei der SBB-Kreisdirektion I in Lausanne auf. Von 1942 bis 1950 war er der stellvertretende Chef der Rechtsabteilung der SBB-Generaldirektion in Bern. 1950/51 war er Kreisdirektor in Lausanne. Als Generaldirektor der SBB leitete er von 1951 bis 1970 das Departement für Kommerzielles und Rechtswesen. 1970 trat er den Posten eines Generaldirektors beim Zentralamt für internationalen Eisenbahnverkehr an.

## Werke
- Le droit de nécessité de l'Etat, étude de droit public fédéral : Les pouvoirs extraordinaires des autorités fédérales. Lausanne: Payot 1937. (Thèse Droit Neuchâtel.)
- mit Josef Wick: Das schweizerische Transportrecht für Eisenbahnen und Schiffe. Kommentar zum Transportreglement vom 24. Juni 1949. Basel: Verlag für Recht und Gesellschaft 1949.
- Freiheit und Dirigismus im Verkehr. Bern: Generaldirektion SBB 1960.